# 原宿☆バンビーナ (テレビ番組)
『原宿☆バンビーナ』（はらじゅくバンビーナ）は、エンタ!959で放送されているバラエティ番組である。番組名と同名のアイドルグループ、原宿☆バンビーナの冠番組。2016年7月1日放送開始。2017年7月2日に最終回を迎えた。

## 番組概要
AV女優で結成された新人アイドルユニット「原宿☆バンビーナ」による冠バラエティ番組。AV女優が一流アイドルになるために「困難な試練」と称された企画に立ち向かう。
企画に対し清純派トークを展開していくが、おおむね脱線しセクシートークに変わっていた。このほかデビューライブとなった仮面女子との2マンライブなどライブ内容も放送していた。

## 出演者
- 原宿☆バンビーナ

## 放送リスト
| 放送回 | 初回放送日    | おもな企画                    | 出演メンバー                                                         | ゲスト                                                                                                 |
| ------ | ------------- | ----------------------------- | -------------------------------------------------------------------- | --- |
| #1     | 2016年 7月1日 | 自己紹介                      | 宮崎あや 広瀬うみ 仁美まどか 北川ゆず 水澤りこ 跡美しゅり かなで自由 | |
| #2     | 8月3日        | ファンタスマイル選手権        | 広瀬うみ 宮崎あや 跡美しゅり 北川ゆず 水澤りこ 仁美まどか かなで自由 | |
| #3     | 9月2日        | ジェンガしよう                | 広瀬うみ 宮崎あや 跡美しゅり 北川ゆず かなで自由 仁美まどか 水澤りこ | |
| #4     | 10月2日       | 原宿☆バンビーナお披露目ライブ | 広瀬うみ 宮崎あや 北川ゆず 跡美しゅり 仁美まどか かなで自由          | 仮面女子                                                                                               |
| #5     | 11月2日       | 戸田真琴が新加入              | 宮崎あや 北川ゆず 跡美しゅり 仁美まどか かなで自由 戸田真琴          | 瑠川リナ 翼 浅田結梨 白咲ゆず LovelyPops                                                               |
| #6     | 12月2日       | 10月28日秋葉原パームス        | 広瀬うみ 宮崎あや 北川ゆず 跡美しゅり かなで自由 仁美まどか 戸田真琴 | |
| #7     | 2017年 1月4日 | 総集編                        |                                                                      | |
| #8     | 2月1日        | 新メンバー・早川瑞希加入      | 広瀬うみ 宮崎あや 北川ゆず 跡美しゅり 仁美まどか かなで自由 戸田真琴 | |
| #9     | 3月1日        | 思い出のバレンタイン          | 宮崎あや 跡美しゅり 戸田真琴 かなで自由 仁美まどか 早川瑞希          | |
| #10    | 4月2日        | アカララトーク                | 宮崎あや 跡美しゅり 戸田真琴 かなで自由 仁美まどか 早川瑞希          | |
| #11    | 5月3日        | ライブの軌跡を振り返る        | 宮崎あや 跡美しゅり 戸田真琴 かなで自由 仁美まどか 早川瑞希          | |
| #12    | 6月2日        | 試練のライブ                  | 宮崎あや 跡美しゅり 戸田真琴 かなで自由 仁美まどか 早川瑞希          | 大和姫呂未、白石茉莉奈、T♡Project（大槻ひびき、佳苗るか、波多野結衣） 、七海なな、涼川絢音、あやみ旬果 |

## スタッフ
- 演出、プロデュース：高橋慎　※出演グループのプロデュースも担当（当時）[9]。
- 企画協力：バンビプロモーション
- 制作著作：つくばテレビ